# Porrima
A Porrima (Gamma Virginis) a Szűz csillagkép harmadik legfényesebb csillaga. Arich néven is ismert. A szabad szemmel 2,9 magnitúdó fényesnek látszó csillag 39 fényév távolságban van tőlünk. Valójában két nagyon hasonló csillag van egymáshoz olyan közel, hogy csak távcsővel különíthetőek el egymástól.

## Leírása
A két azonos színképtípusú (F0V) csillag a közös tömegközéppont körül kering 169,1 éves periódussal. Egyik csillag feltételezett változó NSV 5859 néven.
Mivel a Porrima közel van az ekliptikához, időnként elfedi a Hold, nagyon ritkán valamelyik bolygó. 2017-ben két alkalommal is volt Hold általi fedés. A június 3-án este, a navigációs szürkület idején bekövetkező jelenség jól megfigyelhető volt, mivel a belépés egy órával delelés után történt. A fél évvel későbbi, október 18-án esedékes fedés újhold idejére, azaz nappalra esett, amikor még a Hold sem volt látható szabad szemmel.

## Kettőscsillag

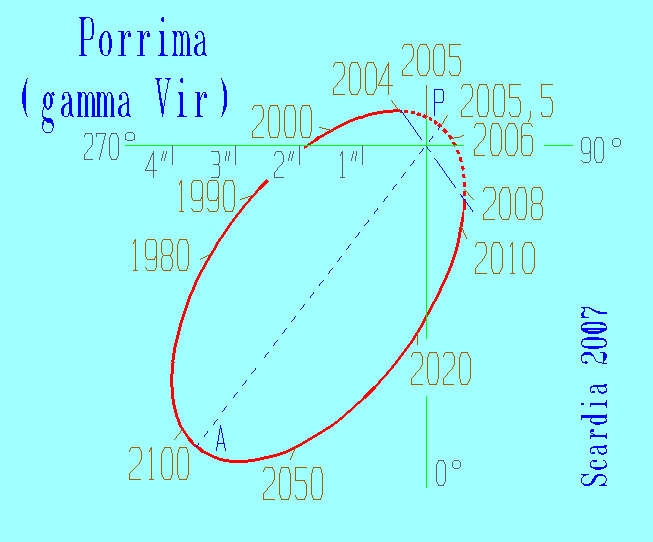
A Porrima pályarajza (Scardia 2007)
A=apasztron, P=periasztron, a két pontot összekötő szaggatott vonal a pálya nagytengelye.
A pontvonallal rajzolt egyenes a csomóvonal; a leszálló csomótól a felszálló csomóig tartó pályaszakasz szaggatottan rajzolva.

Kettősségét P. Richaud fedezte fel 1689-ben. Első mérését Bradley és Pound végezte 1718-ban. A WDS adatbázisában 1544 mérését tartják nyilván. A rendelkezésre álló megfigyelési adatokból Strand 1937-ben, Söderhjelm 1999-ben, végül Docobo és Scardia egymástól függetlenül 2006-ban publikált – egymástól nem nagy mértékben eltérő – pályát. A továbbiakban hivatkozott paraméterek Docobo pályaelemeinek felhasználásával készültek.
Scardia 2007-ben minimális mértékben módosította a pályaelemeket: a jobb oldali ábra ezek felhasználásával készült.
A pálya nagy numerikus excentricitása (0,882) következtében a komponensek távolsága egymástól 3 és 70 csillagászati egység között, látszó szögtávolsága 0,368 és 5,345 ívmásodperc között változik. A periasztron 2005,51-kor, ezt megelőzően 1836,41-kor volt. Pontosan ebben az időpontban – a periasztron pontos időpontjáról természetesen nem tudva – F.G.W. Struve 0,25"-et és 151,6 fokos pozíciószöget mért. 2005 közepén a USNO 66 centiméteres refraktorával számos alkalommal mérték 0,36-0,38" értékkel. A periasztron átmenet évében, 2005-ben a társcsillag 76 fokos látszó pályaívet tett meg.

### A paraméterek változása[j 1]
A felfedezés óta mért adatok feldolgozásával Strand 1935-ben kiszámította a Porrima komponenseinek keringését: az általa meghatározott pályaelemekből adódó látszó paramétereket (szögtávolság és pozíciószög) a periasztron közeli időszakra a táblázat első három oszlopa tartalmazza. A további hetven év méréseinek figyelembe vételével 2006-ban Docobo által számított új pálya eredményei a középső két oszlopban láthatóak. Végül az utolsó három oszlop tartalmazza Christopher Taylor 2003 és 2005 közötti méréseit, amelyek mutatják Strand pályájának valóságostól való eltérését.
| Év   | Paraméterek Strand szerint | Paraméterek Strand szerint | Paraméterek Docobo szerint | Paraméterek Docobo szerint | Taylor mérései | Taylor mérései      | Taylor mérései |
| Év   | látszó szögtávolság        | pozíciószög                | látszó szögtávolság        | pozíciószög                | Év             | látszó szögtávolság | pozíciószög    |
| ---- | -------------------------- | -------------------------- | -------------------------- | -------------------------- | -------------- | ------------------- | -------------- |
| 1995 | 2,5"                       | 280                        | 2,25"                      | 277,6                      |                |                     |                |
| 2000 | 1,8"                       | 267                        | 1,50"                      | 260,9                      |                |                     |                |
| 2002 | 1,5"                       | 259                        | 1,13"                      | 247,5                      |                |                     |                |
| 2003 |                            |                            | 0,92"                      | 236,6                      | 2003. december | 0,6"                | 219°           |
| 2004 | 1,2"                       | 246                        | 0,68"                      | 218,4                      | 2004. december | 0,4"                | 177°           |
| 2005 |                            |                            | 0,44"                      | 179,8                      | 2005. április  | 0,27-0,29"          | 161±0,6°       |
| 2006 | 0,8"                       | 221                        | 0,41"                      | 103,5                      |                |                     |                |
| 2008 | 0,4"                       | 126                        | 0,93"                      | 41,0                       |                |                     |                |
| 2010 | 0,9"                       | 44                         | 1,39"                      | 23,6                       |                |                     |                |

### Kísérőcsillagok
A kettőscsillagok környezetében gyakran mérnek távolabbi kísérőket. A különböző időpontban végzett észlelések különbsége segíthet annak vizsgálatában, hogy az egyes csillagok gravitációs kapcsolatban vannak-e, esetleg közös sajátmozgásúak-e? A Porrima mellett négy további csillagot mértek az idők folyamán, melyek jellemzőit az alábbi táblázat tartalmazza.
| Komp. betűjele | GSC száma      | fényessége m | mérések száma | Első mérés | Első mérés | Első mérés   | Utolsó mérés | Utolsó mérés | Utolsó mérés |
| Komp. betűjele | GSC száma      | fényessége m | mérések száma | Év         | távolság"  | Pozíciószögo | Év           | távolság"    | Pozíciószögo |
| -------------- | -------------- | ------------ | ------------- | ---------- | ---------- | ------------ | ------------ | ------------ | ------------ |
| C              |                | 15,1         | 3             | 1889       | 53,12      | 159,4        | 2007         | 93,68        | 121,3        |
| D              | 4949 1103      | 12,05        | 3             | 1922       | 125,17     | 88,4         | 2007         | 171,02       | 89,8         |
| E              | 4949 1116      | 8,94         | 11            | 1851       | 255,01     | 185,9        | 2008         | 258,75       | 168,2        |
| F              | 4949 1093/1115 | 9,53         | 4             | 1909       | 482,34     | 268,6        | 2008         | 422,81       | 267,8        |

### Hazai amatőr megfigyelése
A Porrima szabad szemes, egyenlő fényessége, közelségéből adódó nagy szögtávolsága és viszonylag rövid periódusa folytán – a periasztron ±3 éves időszakát kivéve – kedvelt célpontja a kettőscsillagok iránt érdeklődő amatőrcsillagászoknak. A 2005 júliusában bekövetkezett maximális közelség előtt utoljára 2001-ben érkezett pozitív megfigyelés a kettőscsillagról a Meteor rovatához. 2008 júliusában a csillagok közti távolság már meghaladta az 1 ívmásodpercet, miáltal komolyabb amatőr műszerekkel már vizsgálható volt. 2011-ben a szögtávolság eléri az 1,6"-et, így felbontása kisebb távcsövekkel is lehetséges.